# Kadesz nad Orontesem

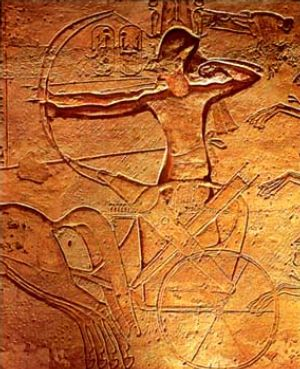
Ramzes II pod Kadesz

Kadesz nad Orontesem, Kadesz, Kedesz, Kinza – miasto i twierdza w starożytnej Syrii, utożsamiane ze wzgórzem Nebi Mend nad Orontesem nieopodal Homs.

## Badania archeologiczne
Współcześnie Kadesz jest utożsamiany ze wzgórzem Nebi Mend na równinie Homs. Wzgórze zlokalizowane jest nad Orontesem na odcinku pomiędzy Libanem a Antylibanem i ciągnie się na długość około jednego kilometra.
Badania archeologiczne na Nebi Mend rozpoczęły się w latach 1921–1922. Prowadził je Maurice Pezard. Odkryto cztery warstwy archeologiczne. Najstarszą, czwartą, początkowo błędnie datowano na czasy panowania w regionie Amorytów. Pogląd ten został zweryfikowany po znalezieniu ceramiki z okresu hyksoskiego – XVII–XVI wiek p.n.e. Chronologię tę potwierdziło odkrycie glacisu (stoku bojowego) Hyksosów. III warstwa datowana jest na epokę późnego brązu (XVI–XIII wiek p.n.e.) i przypada na okres syryjsko-hetycki w dziejach miasta. W tej warstwie odkryto pozostałości po miejskich murach, wzniesionych z cegły szlamowej w czasach świetności Kanaanu. Z tego okresu pochodziła także górna część steli Setiego I. II warstwa chronologicznie odpowiada epoce żelaza i okresowi syryjsko-fenickiemu. Najmłodsza, nazwana grecko-syryjską, zawiera ślady osadnictwa z epoki hellenistycznej i rzymskiej. Przypuszczalnie za Seleucydów powstały mury miejskie, do wzniesienia których wykorzystano cegłę z warstwy syryjsko-hetyckiej.

## Historia
Najstarsza wzmianka o Kadesz w źródłach pisanych datowana jest na XV wiek p.n.e. (prawdopodobnie 1468 rok p.n.e.) w związku z bitwą pod Megiddo, którą stoczył faraon Totmes III z koalicją kananejską. Podczas szóstej wyprawy faraona na Bliski Wschód Kadesz został zdobyty i zniszczony. 

Wyprawa Amenhotepa II na Syrię w połowie XV wieku p.n.e. zakończyła się złożeniem wierności Egiptowi przez władcę Kadesz.

Na początku XIV wieku król hetycki Suppiluliuma I w wyniku kampanii przeciwko Mitanni zajął Kadesz. Miasto w drugiej połowie XIV wieku p.n.e. dwukrotnie bez powodzenia buntowało się przeciwko Hetytom. Rebelie zakończyły się podpisaniem traktatu pokojowego. 

Pod koniec XIV wieku Seti I stoczył pod Kadesz bitwę z Hetytami, a miasto złupił. Wynik swojego zwycięstwa odnotował na reliefie w Karnaku w świątyni Setiego. 

W połowie XIII wieku p.n.e. Ramzes II walczył pod Kadesz z Hetytami.